# 世界一周『食材の旅』トマトの不思議大紀行
世界一周『食材の旅』トマトの不思議大紀行（せかいいっしゅうしょくざいのたび トマトのふしぎだいきこう）は、2005年1月23日に、日本テレビ系列局（23局）で放送されたグルメバラエティ番組。
中京テレビ放送35周年特別記念番組として制作された。　

## 概要
番組では、歴史をたどって、今や人々に最も愛される野菜となった「トマト」がいかにして世界中に広がっていったかを様々な角度で追跡。
- 市毛良枝は、トマトの原種をたどりにペルーの高地、アステカ文明が発明した水耕栽培を訪ねメキシコへ。
- 森公美子は、トマト料理が世界に広まるきっかけとなったイタリアへ。
- 陣内孝則は、イタリアとスペインへ。イタリアの家庭で年に一回350本のトマトソース作りの手伝い、スペインではトマトのヨーロッパ上陸の歴史を再現ドラマで演じた。スペイン・ブニョールの「トマト祭り」にも体当たりで参加した。